# Pericyma
Pericyma är ett släkte av fjärilar. Pericyma ingår i familjen nattflyn.

## Bildgalleri

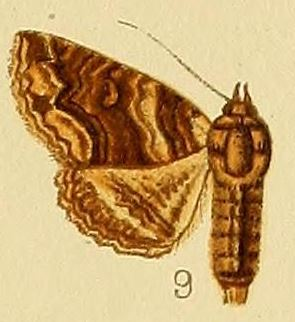
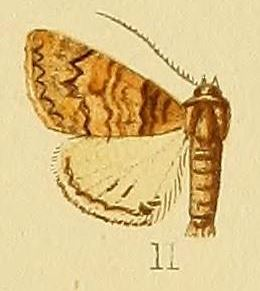
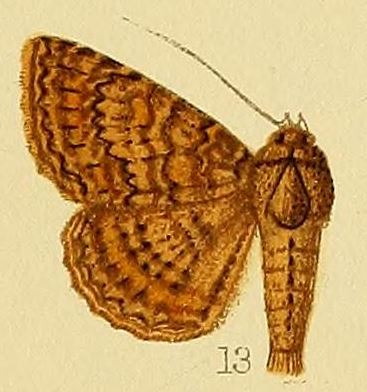
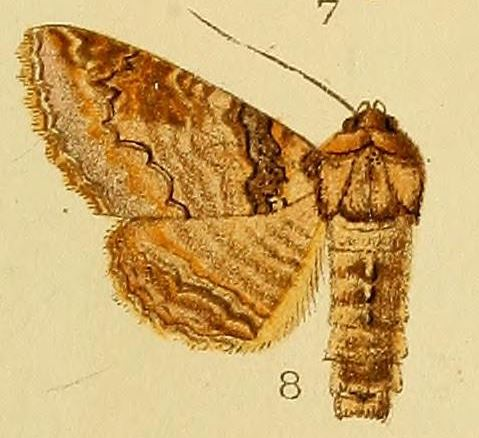

## Dottertaxa tillPericyma, i alfabetisk ordning[1]
- Pericyma alba
- Pericyma albidens
- Pericyma albidentaria
- Pericyma albilinea
- Pericyma albomarginata
- Pericyma antica
- Pericyma atrosuffusa
- Pericyma basalis
- Pericyma cilipes
- Pericyma cruegeri
- Pericyma delineosa
- Pericyma detersa
- Pericyma disjuncta
- Pericyma glaucinans
- Pericyma glaucinantis
- Pericyma infligens
- Pericyma ligilla
- Pericyma lignicolora
- Pericyma mendaciana
- Pericyma mendaciella
- Pericyma mendax
- Pericyma metaleuca
- Pericyma obscura
- Pericyma pallida
- Pericyma pallidior
- Pericyma polygramma
- Pericyma polygrammata
- Pericyma rufescens
- Pericyma scandulata
- Pericyma solita
- Pericyma squalens
- Pericyma turbida
- Pericyma validula
- Pericyma viettei
- Pericyma vinsonii
- Pericyma viridifusca
- Pericyma yendola